# Ramboldia siamensis
Ramboldia siamensis är en lavart som beskrevs av Buaruang, Elix & Kalb. Ramboldia siamensis ingår i släktet Ramboldia och familjen Lecanoraceae.   Inga underarter finns listade i Catalogue of Life.